# Camperola amb fons de blat
Camperola amb fons de blat és un quadre del pintor post-impressionista holandès Vincent van Gogh, pintat l'any 1890. Van Gogh va pintar diferents versions d'aquest quadre.
Aquest quadre ha canviat de propietari diverses vegades. L'any 1997, el milionari americà Steve Wynn va pagar fins a 47,5 milions de dòlars pel quadre. El 7 d'octubre de 2005, es va anunciar que Steve Wynn havia vengut el quadre juntament amb el quadre Els banyistes de Gauguin a Steven A. Cohen, per més de 100 milions de dòlars.